# SEAT 1200 Sport
El SEAT 1200 Sport (también denominado como SEAT Sport 1200 o SEAT Sport 1430 en su segunda fase dependiendo de su motorización) fue bien conocido como SEAT Bocanegra (por su característico frontal) es uno de los cupés deportivos más exclusivos y cotizados vendido por la marca española SEAT desde 1975 a 1980. 

## Historia

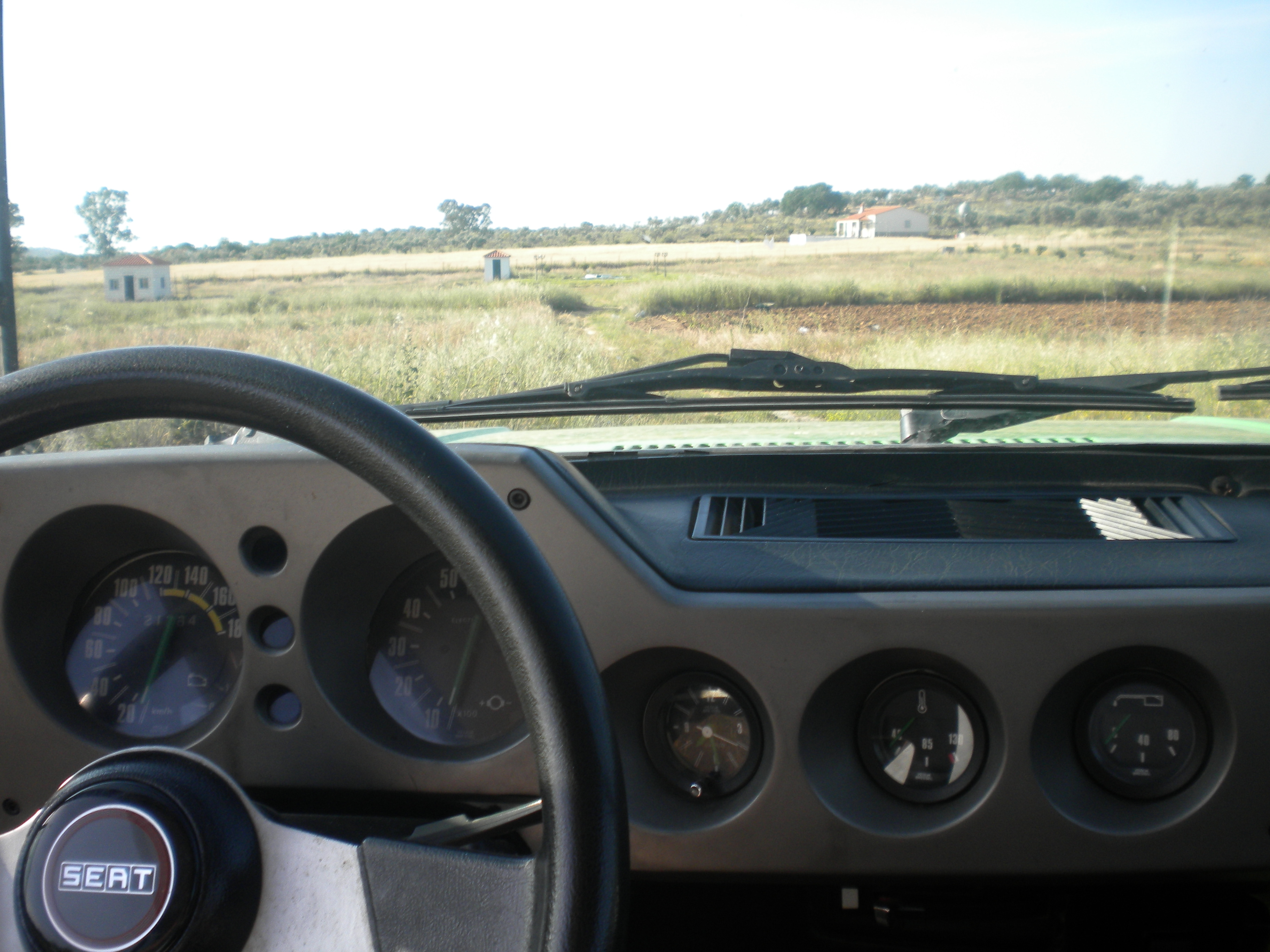
Salpicadero de SEAT 1200 Sport/1430 Sport.

La carrocería se basó en el prototipo NSU Nergal, diseñado por Aldo Sessano, del estudio turinés Open Design, y construido por Eurostyle. Se trataba de un proyecto que contó con el apoyo de Glasurit Italia y que empleaba el chasis del NSU 1200 TT. Finalmente, la firma alemana descartaría producir comercialmente el modelo.
Tras la exhibición del Glasurit NSU Nergal en el Salón de Turín de 1970, Antoni Amat, de la carrocera Inducar de Tarrasa, llega a un acuerdo con Sessano para desarrollarlo con su empresa. El diseño original era el de un vehículo con motor trasero, de ahí las falsas branquias laterales de refrigeración. Después se ofreció el proyecto a SEAT y esta, interesada, aprobó el desarrollo de un nuevo modelo con base en él. Para el primer prototipo, denominado 127 coupé, se usó el bastidor del SEAT 127. El desarrollo continuó con la creación de una nueva maqueta de arcilla, un material más fácil de retocar, que fue siendo remodelada hasta llegar al diseño definitivo. Para la motorización se desechó el motor de 903 cm³ que equipaba el 127 y se utilizó en su lugar uno de 1197 cm³ que rendía 67 CV (49 kW), razón por la cual la denominación comercial del modelo fue SEAT 1200 Sport. Este motor, originario del SEAT 124, fue montado transversalmente con una inclinación de 17°. Su potencia permitía que este pequeño 2+2 alcanzase una velocidad punta próxima a los 160 km/h.
El origen último del SEAT 1200 Sport está en los acuerdos de 1967 y 1970, en los que el INI consigue, a cambio de ampliar la participación de Fiat y de desgravaciones fiscales, dos de sus objetivos estratégicos: el permiso de exportación y la autonomía para modificar los modelos Fiat. Para esto último, se creó el Centro Técnico de Martorell, que desarrollaría el SEAT 1200 Sport y el SEAT 133, además de carrocerías específicas para la exportación bajo marca Fiat, los famosos 127 de cuatro puertas y, cuando dejaron de montarse en Italia, los 850  comercializados en mercados exteriores como «FIAT, costruzione SEAT».
Además de estos modelos, SEAT comenzó a montar el SEAT 128 en 1976, de características similares al 1200 Sport, lanzado solo un año antes. El 128 montaba motores Fiat  y tenía la vista puesta en la exportación —siguiendo el mismo planteamiento, se montarían posteriormente los 131 en la Zona Franca—.
Los 1200 y 1430 Sport tomaron la caja de cambios del 128 3p, válida para montaje transversal, pues los motores de 1165 cm³ y 1430 cm³ —procedentes del Fiat 124, ya fuera de catálogo en Italia, y que SEAT seguía utilizando en los Seat 124 versión 1975— nunca se habían montado transversalmente en España y la caja de cambios del 127, la otra opción manejada, no se adecuaba muy bien a estas motorizaciones por su fragilidad.
En 1977 recibió ciertas modificaciones e hizo su aparición el SEAT 1430 Sport, con la misma carrocería pero con un motor de mayor cilindrada y potencia tomado del SEAT 1430. Este motor desplazaba 1438 cm³, con una potencia de 77 CV (56,5 kW).
La única diferencia de ambas versiones era la motorización. En 1979 cesó su producción sin que se ofreciese ningún sucesor directo.
Este automóvil fue más conocido popularmente como «Bocanegra», debido a su característico parachoques frontal, realizado en materia plástica de color negro, que incluía la calandra y los grupos ópticos. Fue tal la fama la que tuvo este nombre, que finalmente SEAT lo usaría para hacer honor al 33 aniversario del modelo en 2008 con el prototipo SEAT Bocanegra y que dio origen a la edición especial SEAT Ibiza Bocanegra. 
En el Museo de la Ciencia y de la Técnica de Cataluña (en Tarrasa) se encuentran expuestas las maquetas del proyecto original de Inducar.

## Premios
En el Salón del Automóvil de Barcelona de 1976, el 1200 Sport participó en el tradicional desfile de la elegancia que se celebraba todos los años. Distintos modistos decoraron cuatro SEAT 1200 sport. El primero, decorado por Pertegaz, tenía la carrocería de color azul y su interior estaba tapizado con charol azul; el segundo, firmado por Joaquín Rodríguez, tenía su carrocería de color blanco y en su tapicería se utilizó una tela morada con estampaciones de flores y hojas verdes; el tercero, obra de Lino, tenía su carrocería de color anaranjado y la tapicería confeccionada en pana aterciopelada verde con unos rebordes y un bordado con una letra L anaranjada a juego con el exterior del vehículo; y el cuarto, diseñado por Elio Berhanyer, tenía la carrocería pintada de verde y el tapizado exclusivo que utilizó era de gabardina francesa en color azul noche con motas verdes. Todos ellos fueron premiados junto a las modelos que los acompañaron.